# Ицхак бен Шмуэль из Дампьера
Ицхак бен Шмуэль из Дампьера, или Исаак бен-Самуил га-Закен, также Ри азакен (Ri ha-Zaken; ивр. ר"י הזקן‎; ок. 1115 — ок. 1184) или Исаак бен-Самуил Старший, — французский раввин-тосафист из Дампьера, комментатор Библии, лидер еврейства Франции.

## Биография
Ицхак из Дампьера был сыном Шмуэля и Мирьям, и внуком раввина Симхи из Витри, — ученика Раши и автора махзора Витри, наиболее раннего известного сборника молитв ашкеназских евреев. Со стороны матери приходился племянником рабейну Таму, Рашбаму и Рибаму. Учился у своих дядей в Рамеру. После того как рабейну Там переехал в Труа, Ицхак возглавил иешиву в Рамеру. В этой иешиве обучилось 60 учеников, каждый из которых был обязан знать наизусть один трактат Талмуда.
Раввин Ицхак возглавлял еврейство Франции в тяжёлый период, когда у власти находился Филипп Август, который регулярно применял к французским евреям новые ограничения.